# Żmudź (gemeente)
De gemeente Żmudź is een landgemeente in het Poolse woiwodschap Lublin, in powiat Chełmski.
De zetel van de gemeente is in Żmudź.
Op 30 juni 2004 telde de gemeente 3461 inwoners.

## Demografie
Stand op 30 juni 2004:
| Omschrijving                   | Totaal | Totaal | Vrouwen | Vrouwen | Mannen | Mannen |
| ------------------------------ | ------ | ------ | ------- | ------- | ------ | ------ |
| eenheid                        | aantal | %      | aantal  | %       | aantal | %      |
| inwoners                       | 3461   | 100    | 1765    | 51      | 1696   | 49     |
| bevolkingsdichtheid (inw./km²) | 25,5   | 25,5   | 13      | 13      | 12,5   | 12,5   |

In 2002 bedroeg het gemiddelde inkomen per inwoner 1385,61 zł.

## Plaatsen
Annopol, Bielin, Dryszczów, Dubienka, Gałęzów, Kazimierówka, Klesztów, Ksawerów, Leszczany, Lipinki, Maziarnia, Pobołowice, Pobołowice-Kolonia, Poczekajka, Puszcza, Roztoka, Rudno, Stanisławów, Syczów, Wołkowiany, Wólka Leszczańska, Żmudź.

## Aangrenzende gemeenten
Białopole, Dorohusk, Dubienka, Kamień, Leśniowice, Wojsławice
- Library of Congress Control Number: n2005040066
- Nationale Bibliotheek van Israël: 987007489581605171
- Virtual International Authority File: 142104248
- WorldCat: E39PBJpjgprXkWmgqVpdHwC4v3